# Place Dupleix
La place Dupleix est une voie située dans le quartier de Grenelle dans le 15e arrondissement de Paris.

## Situation et accès
La place Dupleix est desservie à proximité par la ligne 6 à la station Dupleix.

## Origine du nom
Cette place a été nommée en mémoire de Joseph François Dupleix (1697-1763), gouverneur général des Établissements français de l'Inde, de même que la rue Dupleix.

## Historique

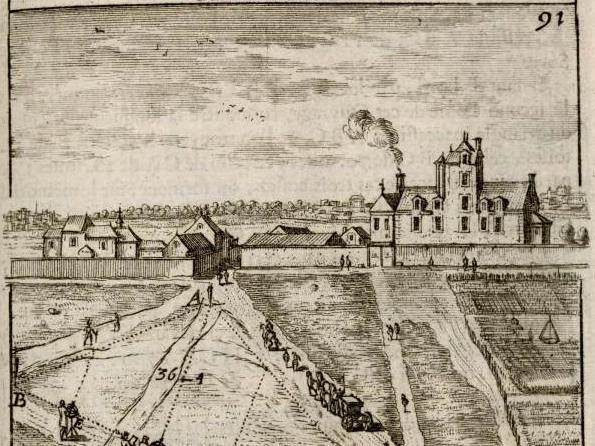
Le château et la ferme de Grenelle vers 1700, dessin publié en 1702.

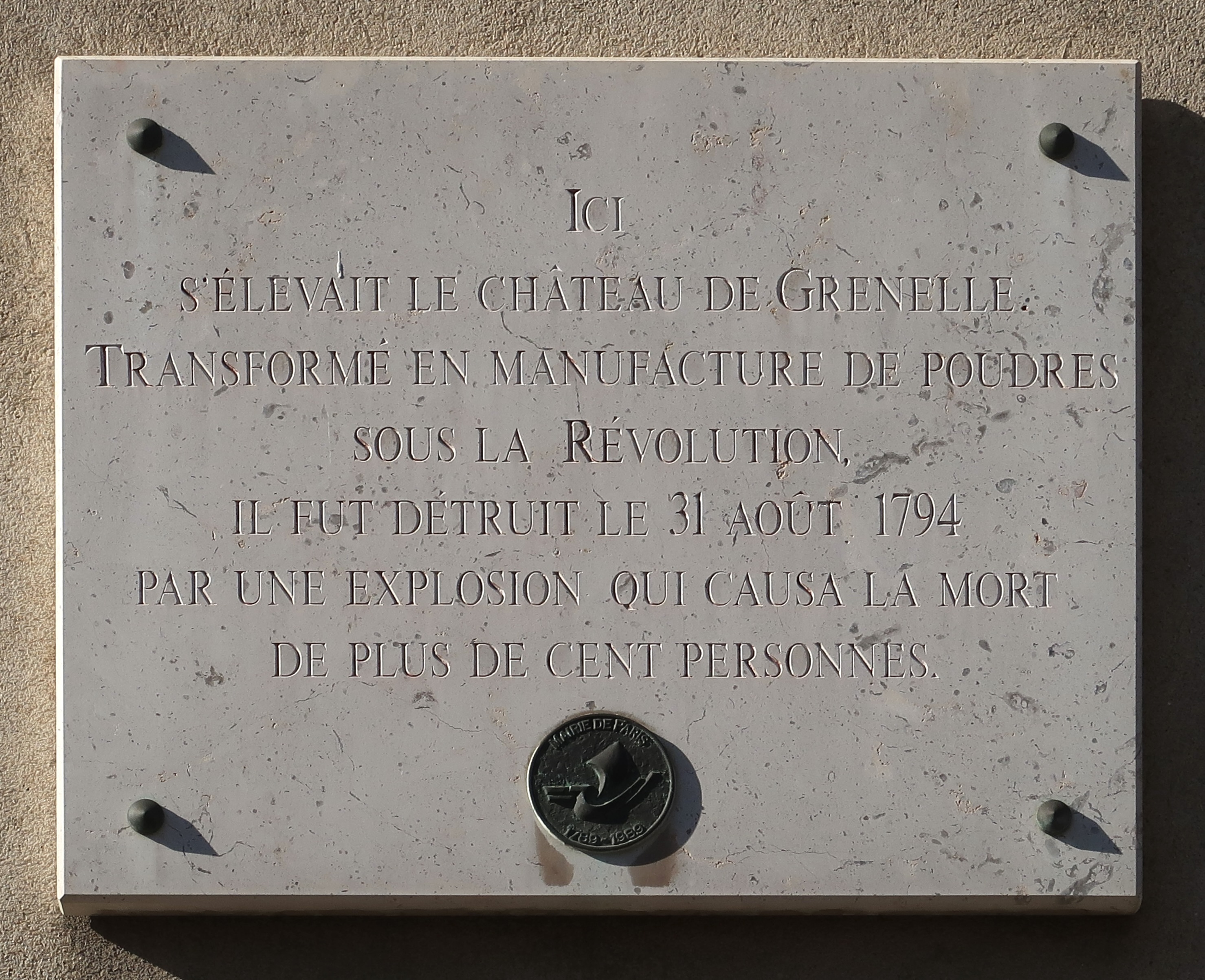
Plaque.

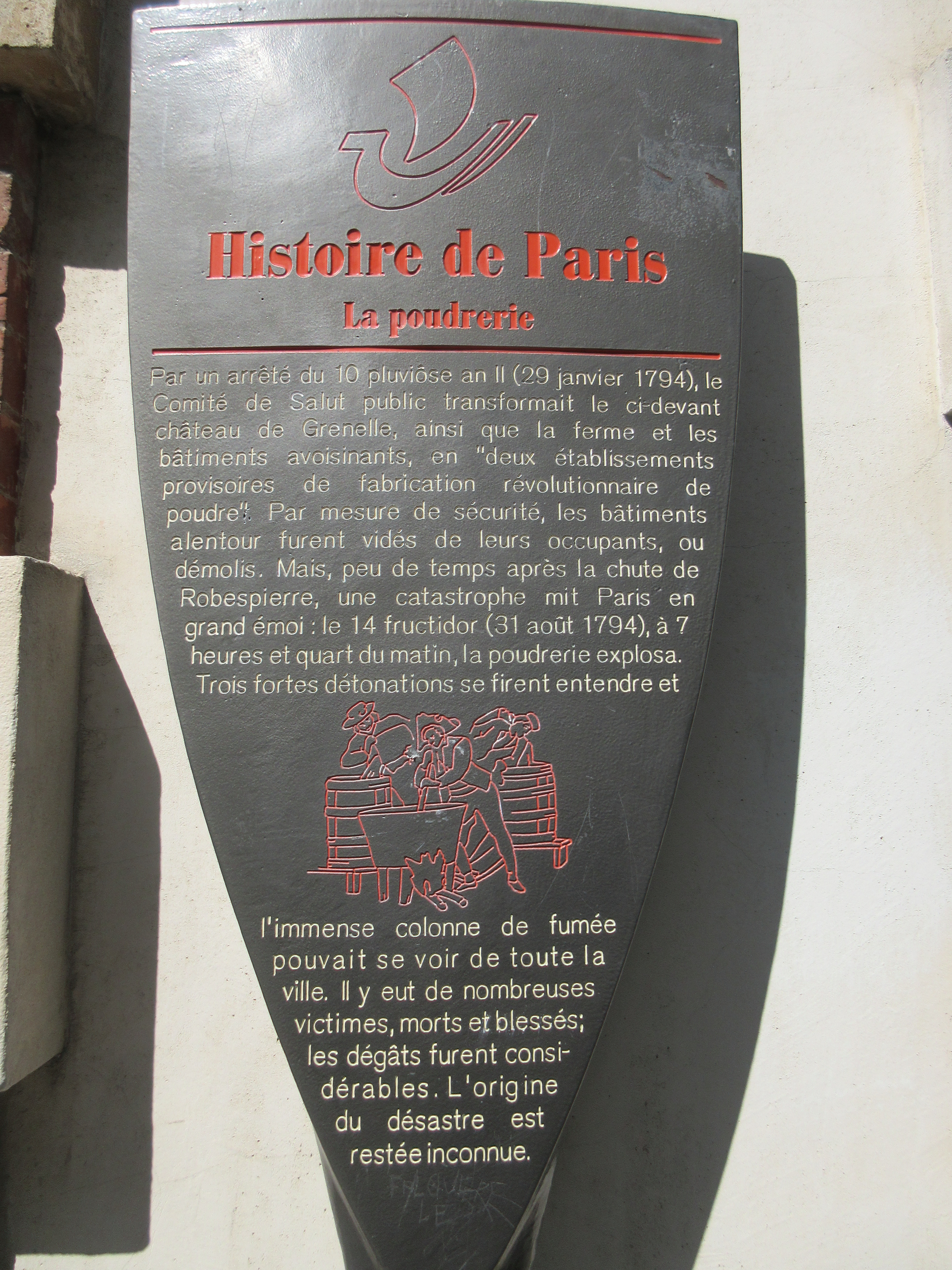
Panneau Histoire de Paris.

Elle s'appelait « place de Grenelle » au XVIIIe siècle, ainsi qu'on peut le voir sur le plan d'arpentage de 1751 réalisé en vue de la construction de l'École militaire. Elle était le centre du lieu-dit Grenelle, attesté en 1240.
Le château de Grenelle, aussi appelé « ferme de Grenelle », s'élevait devant elle sur son côté nord-ouest, tandis qu'une autre ferme de Grenelle, appartenant à l'abbaye Sainte-Geneviève, se trouvait sur son côté sud-ouest. Ces deux propriétés, dotée chacune d'un vaste domaine, furent vendues à l'École royale militaire, respectivement en 1751 et en 1753, afin de bâtir l’École militaire et de lui assurer un revenu par le surplus de terres. L'architecte Ange-Jacques Gabriel y travailla aux plans de l'École militaire pendant plus de dix ans.
Après la Révolution, en 1792, sur l'ordre de la Convention, le chimiste Jean-Antoine Chaptal organisa une fabrique de poudre de guerre dans le château de Grenelle. 
Le 31 août 1794 (24 fructidor an III) à 7 h 30 du matin, la fabrique explosa pour une raison inconnue, faisant environ 600 morts et 1 500 blessés en endommageant plusieurs bâtiments, dont le palais du Luxembourg où se trouvait alors une prison et les bâtiments de l'ancien couvent des Visitandines de Chaillot, abandonné depuis 1790.
La place de Grenelle prit son nom actuel en 1807, d'après un décret impérial de mai 1806.
En 1812, après son coup d'État manqué, le général Malet est exécuté dans la plaine de Grenelle, à l'emplacement de la future caserne.
Entre 1852 et 1856, la caserne Dupleix fut construite sur les ruines du château de Grenelle. Elle a abrité successivement des unités de cavalerie de ligne, de dragons et de cuirassiers avant de devenir un centre d'instruction de pompiers de Paris en 1942. De 1945 et jusqu'à sa démolition en 1989, la caserne abritait le 1er régiment du train. Seuls deux bâtiments et la grille d'entrée subsistent ; ils occupent le côté ouest de la place.
Une école communale, pour garçons et pour filles, est construite au centre de la place par Émile Vaudremer dans les années 1890.
Le 5 août 1918, durant la Première Guerre mondiale, un obus lancé par la Grosse Bertha explose dans la cour de la caserne Dupleix située place Dupleix.
Une partie de la ZAC Dupleix a été construite sur ses terrains.

## Bâtiments remarquables et lieux de mémoire
- Nos 14-18 : ancienne caserne Dupleix, vendue par l'armée à la ville de Paris en 1988. Les pavillons donnant sur la place Dupleix ont été conservés, tandis que des immeubles de logement sont construits[14]. Un passage permet d'accéder à la place Marie-Madeleine-Fourcade, aménagée dans la cour de l'ancienne caserne.
- L'église Saint-Léon.
- Le square Franck-Bauer, anciennement square Dupleix.

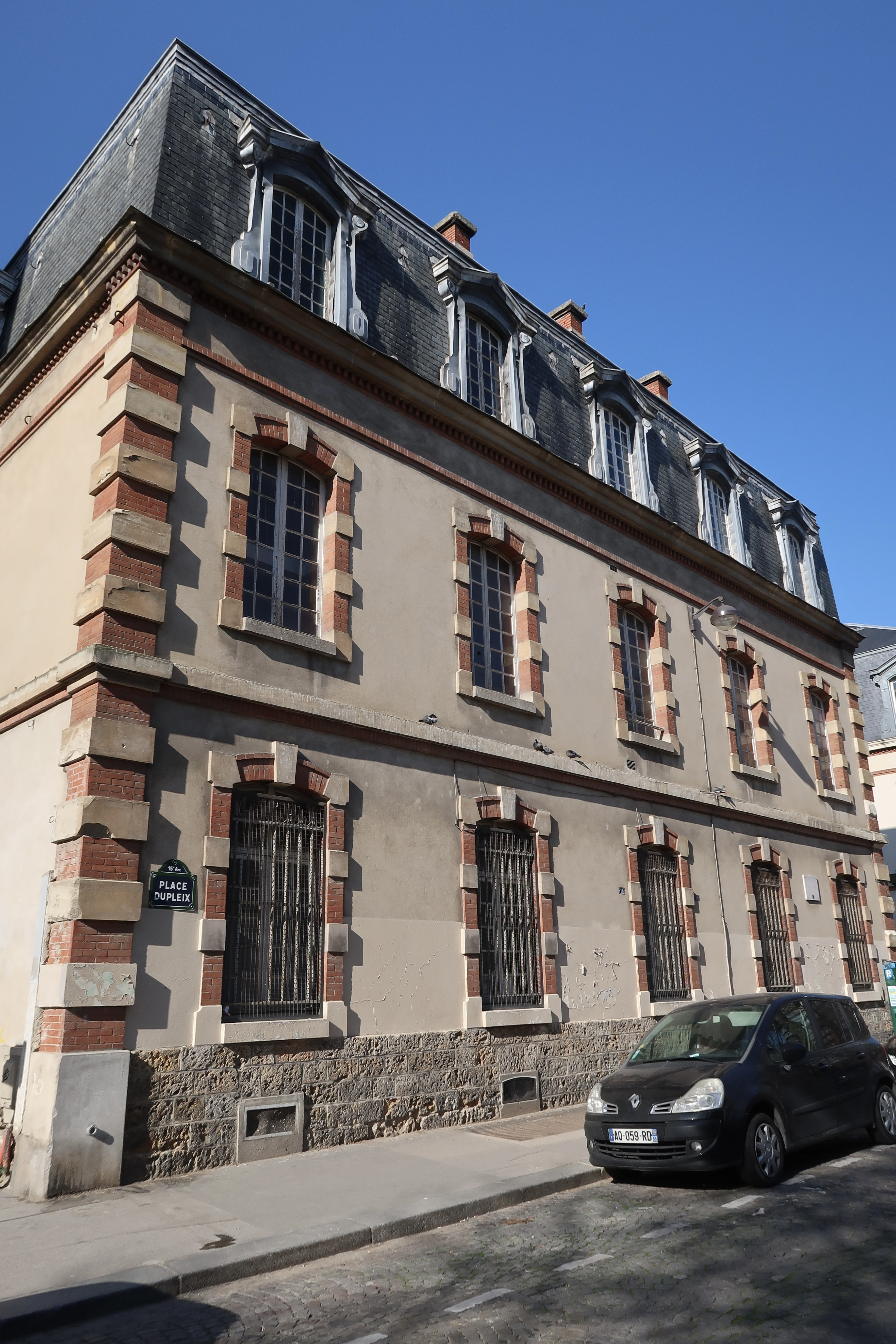
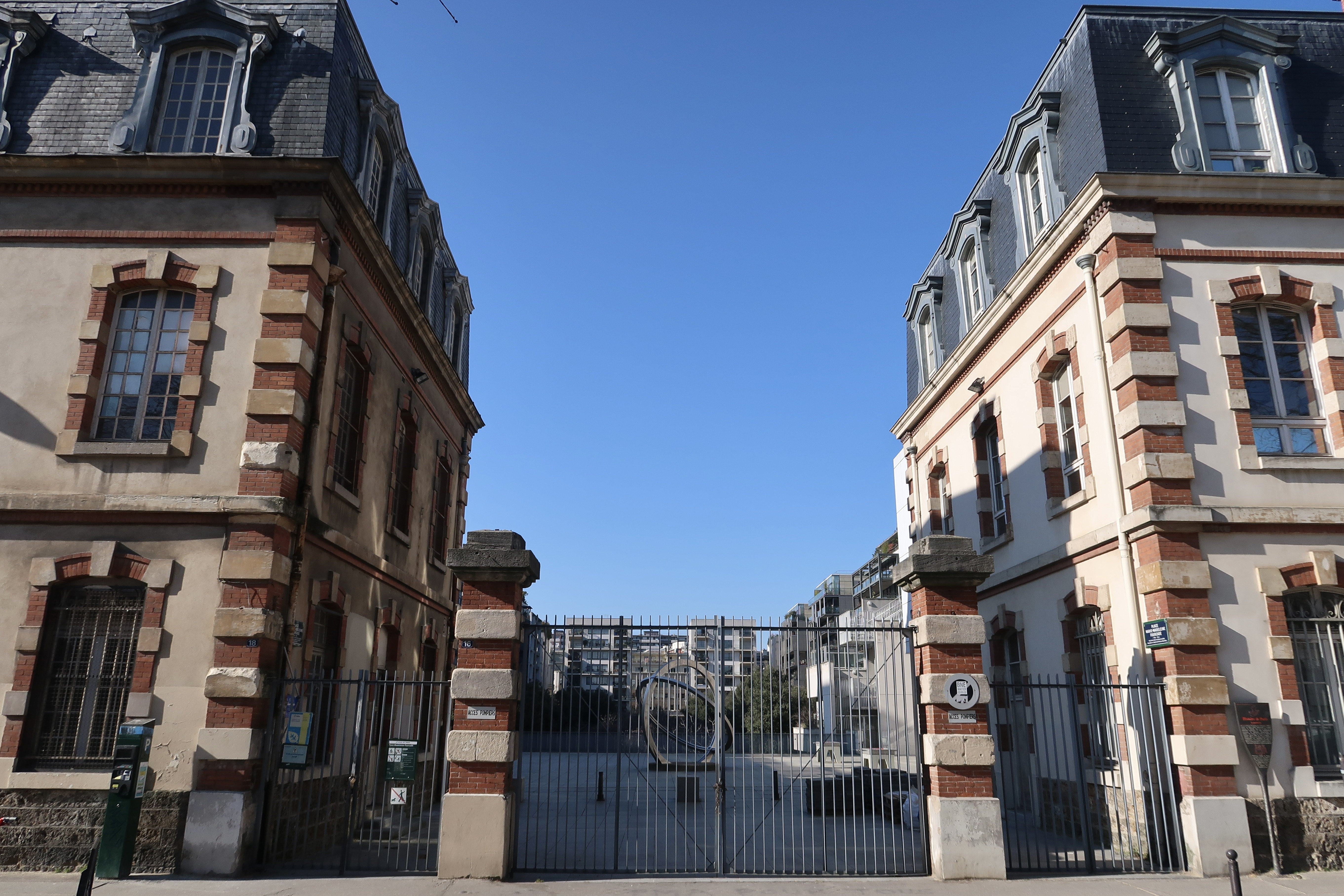
Ancienne caserne. Accès à la place Marie-Madeleine-Fourcade.
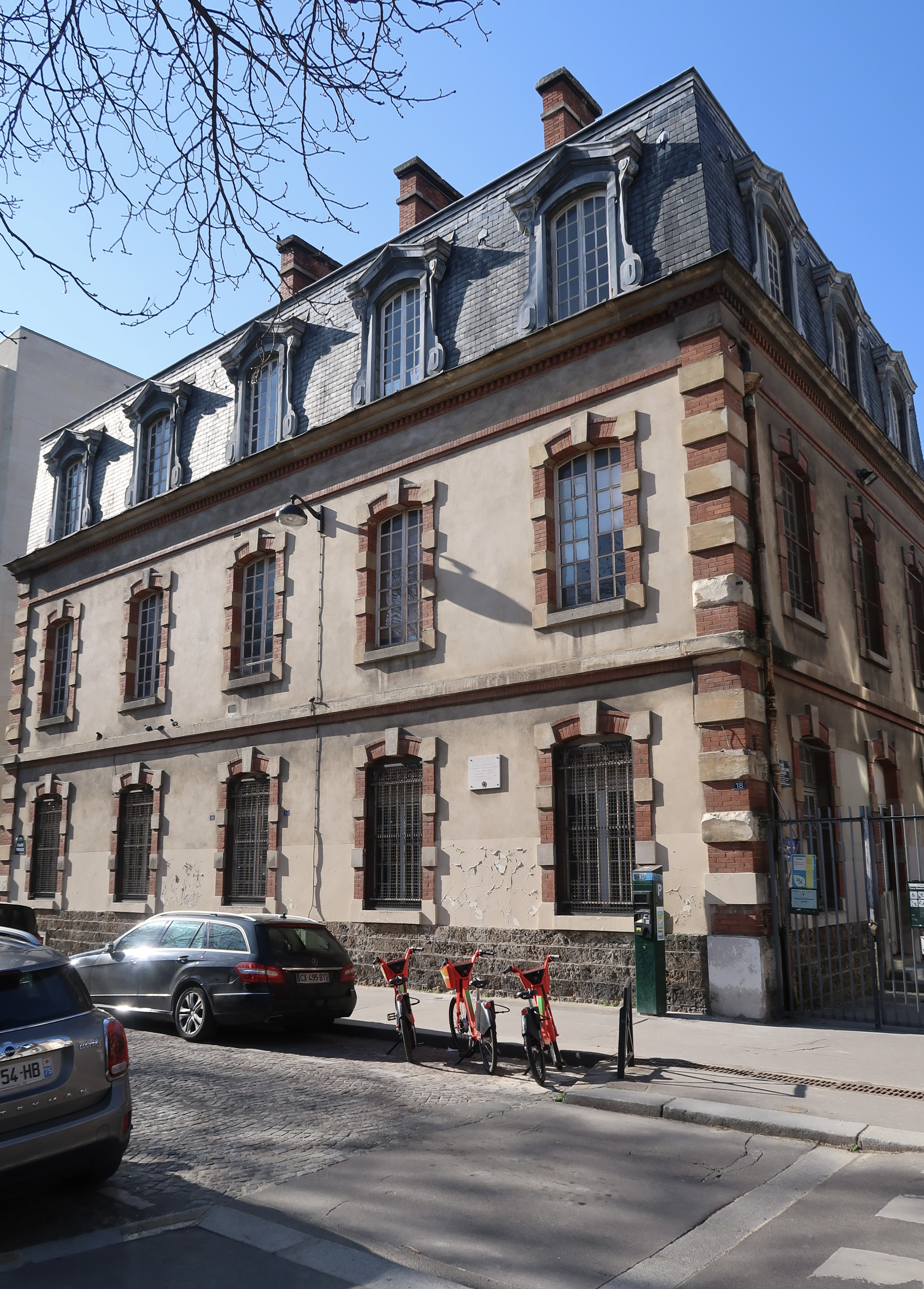